# Cuenca del Henares
Segons la Guía de Turismo Rural y Activo, editada per la Direcció General de Turisme (Conselleria de Cultura i Turisme) de la Comunitat de Madrid, la Cuenca del Henares és una de les Comarques de la Comunitat de Madrid, Es tracta d'una conca d'un riquíssim patrimoni històric i artístic, el centre del qual gravita sobre la ciutat d'Alcalá de Henares. Altres municipis d'interès monumental són Santorcaz i Loeches.
En aquesta històrica zona, sembrada d'hortes i cereal, podem contemplar diverses aus aquàtiques, cigonya blanca, avutarda i Xoriguer gros, així com perdius i guatlles. Són llocs d'interès natural les riberes de l'Henares i Jarama i La Cañada Real Galiana. La flora es compon principalment d'àlbers, pollancres i salzes, típica vegetació de ribera.

## Municipis de la comarca
La comarca està formada pels següents municipis, amb la superfície en kilòmetres quadrats, i la població el 2006.
| Municipi                | Superfúcie | Població |
| ----------------------- | ---------- | -------- |
| Total comarca           | 595,89     | 163510   |
| Anchuelo                | 21,55      | 856      |
| Arganda del Rey         | 79,65      | 45085    |
| Campo Real              | 61,75      | 4124     |
| Corpa                   | 25,91      | 502      |
| Loeches                 | 44,06      | 5450     |
| Los Santos de la Humosa | 34,89      | 1444     |
| Mejorada del Campo      | 17,21      | 21052    |
| Nuevo Baztán            | 20,2       | 5683     |
| Olmeda de las Fuentes   | 16,57      | 212      |
| Pezuela de las Torres   | 41,44      | 652      |
| Pozuelo del Rey         | 31         | 331      |
| Rivas-Vaciamadrid       | 67,38      | 53459    |
| Santorcaz               | 27,98      | 746      |
| Torres de la Alameda    | 43,79      | 6359     |
| Valverde de Alcalá      | 13,53      | 388      |
| Velilla de San Antonio  | 14,35      | 9406     |
| Villalbilla             | 34,63      | 7761     |